# Büchen
Büchen – gmina w Niemczech w kraju związkowym Szlezwik-Holsztyn, w powiecie Herzogtum Lauenburg, siedziba urzędu Büchen.
Znajduje się tutaj stacja kolejowa.

## Współpraca międzynarodowa
- Liperi, Finlandia